# Chronosphere
Chronosphere ist eine griechische Thrash-Metal-Band aus Athen, die 2009 unter dem Namen Homo Sapiens gegründet.

## Geschichte
Die Band wurde im Jahr 2009 von dem Gitarristen und Sänger Spyros Lafias und dem Bassisten Kostas Spades gegründet. 2010 wurde ein erstes Demo namens Hypnosis in den Made in Hell Studios aufgenommen, wobei die Gruppe sich zu diesem Zeitpunkt noch Homo Sapiens nannte. Neben dem titelgebenden Lied enthält das Demo vier weitere Songs. 2010 und 2011 nahm die Band am ersten und zweiten Volume der Sampler des Manifesto Music Movements, bei dem die Gruppe seit 2010 Mitglied ist, teil. 2011 wurde in den Esoteron Studios das Debütalbum Envirusment aufgenommen. Die Aufnahmen hatten im April begonnen und drei Monate gedauert. Das Album besteht aus acht Liedern, sowie zwei Bonuslieder, die dem vorherigen Demo entnommen worden waren. Die Veröffentlichung fand 2012 bei Athens Thrash Attack Records statt. Zu jeder der genannten Veröffentlichung war die Band auf verschiedenen Festivals, wie den Metaldays oder dem Wacken Open Air, aufgetreten und hatte Touren durch Griechenland abgehalten. Dabei war sie unter anderem zusammen mit Sodom, Rotting Christ, Suicidal Angels und Evile aufgetreten. Außerdem nahm sie an einem Tribute-Sampler für Metallica des griechischen Metal Hammers teil. Nachdem 2014 das zweite Album Embracing Oblivion aufgenommen worden war, unterzeichnete die Gruppe einen Plattenvertrag bei Punishment 18 Records. In ganz Europa und Japan erschien das Album jedoch bei Spiritual Beast. Die Veröffentlichung fand 2014 statt. Im folgenden Jahr ging die Gruppe auf Tour durch Europa, die 27 Auftritte in elf Ländern umfasste.

## Stil
Manuel Liebler vom Metal Hammer zählte Chronosphere in seiner Rezension zu Envirusmnet zur neuen Welle des Thrash Metal, wobei die Gruppe durchaus an andere Bands wie Fueled by Fire. Neben vor allem US-Thrash-Metal würden vor allem Einflüsse aus dem Punk, (Thrash in Cold Blood), Rock (Genetically Dtermined) und Progressive Metal (Light Leading Maze) verarbeiten. Kostas Kiriakis von metal-temple.com ordnete die Band auf Embracing Oblivion ebenfalls dem Thrash Metal zu. Die Songs würden schnelle Riffs, wilde Soli und ein aggressives Schlagzeugspiel enthalten. Die Gruppe klinge wie eine Mischung aus frühen Testament sowie Overkill und Exodus.

## Diskografie
als Homo Sapiens
- 2011: Hypnosis (Demo, Eigenveröffentlichung)

als Chronosphere
- 2012: Envirusmnet (Album, Athens Thrash Attack Records)
- 2014: Embracing Oblivion (Album, Punishment 18 Records)